# Constituição russa de 1918

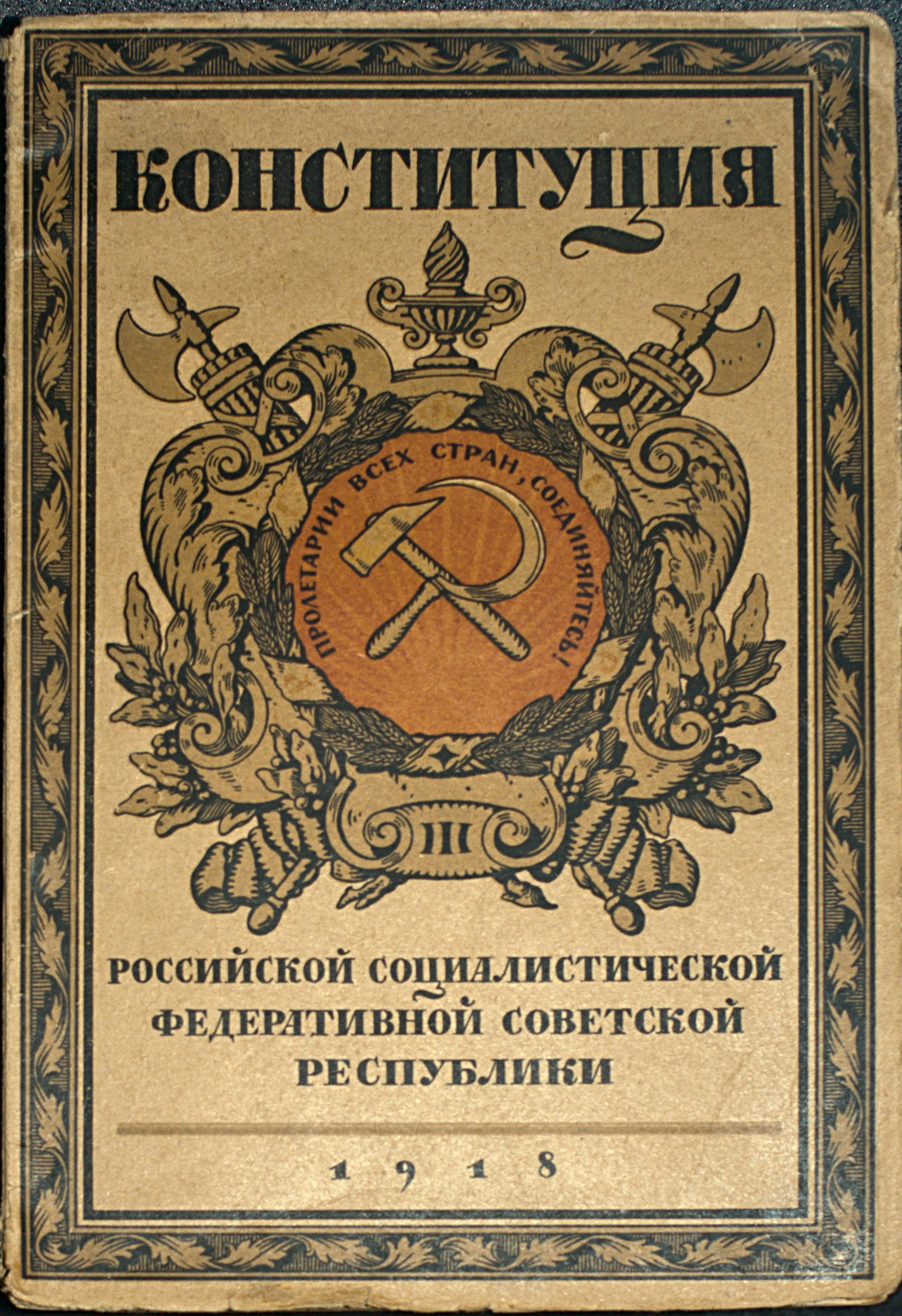
Capa da Constituição russa de 1918.

A Constituição russa de 1918, também conhecida como Constituição soviética de 1918, foi a lei fundamental e suprema da Rússia entre 1918 e 1937. Foi a primeira Constituição baseada na noção socialista de justiça, estabelecida pelos bolcheviques que tomaram o poder na Rússia com a Revolução de Outubro de 1917.
A Constituição reconheceu a classe trabalhadora como classe dominante do país, estabelecendo a ditadura do proletariado. A Constituição também estabelecia que os trabalhadores eram aliados incondicionais dos camponeses, garantindo direitos iguais às duas classes de trabalho.
Contudo, a Constituição, no seu artigo 65, negava os direitos ao voto e à participação no poder público a diversas classes sociais, como comerciantes ou qualquer um que emprega-se alguém, assim como padres, rabinos, pastores, alta burguesia e para aqueles que tivessem apoiado o Exército Branco durante a guerra civil.